# Dan Hamhuis
Dan Hamhuis (* 13. prosince 1982, Smithers, Kanada) je bývalý kanadský hokejový obránce hrající v severoamerické NHL za tým Nashville Predators, Vancouver Canucks a Dallas Stars. Kanadu reprezentoval na ZOH 2014 a MS 2006, 2007, 2008, 2009, 2013 a 2015.

## Klubové statistiky
| Sezona     | Klub                  | Soutěž     | Základní část | Základní část | Základní část | Základní část | Základní část | Play off | Play off | Play off | Play off | Play off |
| Sezona     | Klub                  | Soutěž     | Z             | G             | A             | B             | TM            | Z        | G        | A        | B        | TM       |
| ---------- | --------------------- | ---------- | ------------- | ------------- | ------------- | ------------- | ------------- | -------- | -------- | -------- | -------- | -------- |
| 1998/99    | Prince George Cougars | WHL        | 56            | 1             | 3             | 4             | 45            | 7        | 1        | 2        | 3        | 8        |
| 1999/00    | Prince George Cougars | WHL        | 70            | 10            | 23            | 33            | 140           | 13       | 2        | 3        | 5        | 35       |
| 2000/01    | Prince George Cougars | WHL        | 62            | 13            | 46            | 59            | 125           | 6        | 2        | 3        | 5        | 15       |
| 2001/02    | Prince George Cougars | WHL        | 59            | 10            | 50            | 60            | 135           | 7        | 0        | 5        | 5        | 16       |
| 2002/03    | Milwaukee Admirals    | AHL        | 68            | 6             | 21            | 27            | 81            | 6        | 0        | 3        | 3        | 2        |
| 2003/04    | Nashville Predators   | NHL        | 80            | 7             | 19            | 26            | 57            | 6        | 0        | 2        | 2        | 6        |
| 2004/05    | Milwaukee Admirals    | AHL        | 76            | 13            | 38            | 51            | 85            | 7        | 0        | 2        | 2        | 10       |
| 2005/06    | Nashville Predators   | NHL        | 82            | 7             | 31            | 38            | 70            | 5        | 0        | 2        | 2        | 2        |
| 2006/07    | Nashville Predators   | NHL        | 81            | 6             | 14            | 20            | 66            | 5        | 0        | 1        | 1        | 2        |
| 2007/08    | Nashville Predators   | NHL        | 80            | 4             | 23            | 27            | 66            | 6        | 1        | 1        | 2        | 6        |
| 2008/09    | Nashville Predators   | NHL        | 82            | 3             | 23            | 26            | 67            | —        | —        | —        | —        | —        |
| 2009/10    | Nashville Predators   | NHL        | 78            | 5             | 19            | 24            | 49            | 6        | 0        | 2        | 2        | 2        |
| 2010/11    | Vancouver Canucks     | NHL        | 64            | 6             | 17            | 23            | 34            | 19       | 1        | 5        | 6        | 6        |
| 2011/12    | Vancouver Canucks     | NHL        | 82            | 4             | 33            | 37            | 46            | 5        | 0        | 3        | 3        | 6        |
| 2012/13    | Vancouver Canucks     | NHL        | 47            | 4             | 20            | 24            | 12            | 4        | 1        | 1        | 2        | 8        |
| 2013/14    | Vancouver Canucks     | NHL        | 79            | 5             | 17            | 22            | 26            | —        | —        | —        | —        | —        |
| 2014/15    | Vancouver Canucks     | NHL        | 59            | 1             | 22            | 23            | 44            | 6        | 0        | 1        | 1        | 16       |
| 2015/16    | Vancouver Canucks     | NHL        | 58            | 3             | 10            | 13            | 28            | —        | —        | —        | —        | —        |
| 2016/17    | Dallas Stars          | NHL        | 79            | 1             | 15            | 16            | 23            | —        | —        | —        | —        | —        |
| 2017/18    | Dallas Stars          | NHL        | 80            | 3             | 21            | 24            | 33            | —        | —        | —        | —        | —        |
| 2018/19    | Nashville Predators   | NHL        | 57            | 0             | 5             | 5             | 28            | 6        | 0        | 0        | 0        | 0        |
| 2019/20    | Nashville Predators   | NHL        | 60            | 0             | 8             | 8             | 35            | —        | —        | —        | —        | —        |
| NHL celkem | NHL celkem            | NHL celkem | 1031          | 59            | 284           | 343           | 621           | 62       | 3        | 18       | 21       | 54       |

### Reprezentační statistiky
| 2001            | Kanada          | MSJ             | 7  | 0 | 1  | 1  | 8  | Bronzová medaile |
| 2002            | Kanada          | MSJ             | 6  | 0 | 3  | 3  | 8  | Stříbrná medaile |
| 2006            | Kanada          | MS              | 9  | 1 | 4  | 5  | 10 | 4. místo         |
| 2007            | Kanada          | MS              | 9  | 1 | 2  | 3  | 2  | Zlatá medaile    |
| 2008            | Kanada          | MS              | 9  | 1 | 1  | 2  | 8  | Stříbrná medaile |
| 2009            | Kanada          | MS              | 9  | 2 | 2  | 4  | 16 | Stříbrná medaile |
| 2013            | Kanada          | MS              | 3  | 0 | 1  | 1  | 2  | 5. místo         |
| 2014            | Kanada          | ZOH             | 5  | 0 | 0  | 0  | 0  | Zlatá medaile    |
| 2015            | Kanada          | MS              | 10 | 0 | 6  | 6  | 8  | Zlatá medaile    |
| Junioři celkově | Junioři celkově | Junioři celkově | 13 | 0 | 4  | 4  | 16 |                  |
| Senioři celkově | Senioři celkově | Senioři celkově | 52 | 5 | 16 | 21 | 46 |                  |